# Chính sách thị thực của Honduras
Du khách đến Honduras phải xin thị thực từ một trong những phái vụ ngoại giao Honduras trừ khi họ đến từ một trong các quốc gia được miễn thị thực. Tất cả du khách đều phải sở hữu hộ chiếu có hiệu lực ít nhất 3 tháng.

## Bản đồ chính sách thị thực

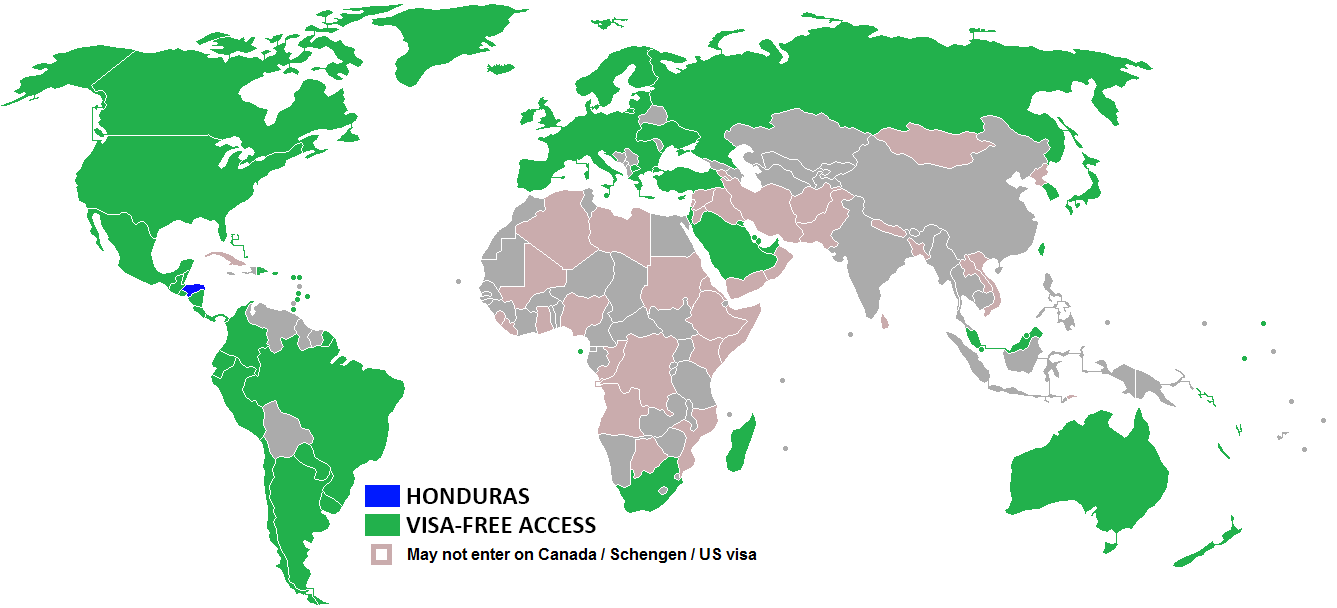
Honduras
Miễn thị thực
Không được sử dụng thị thực Canada/Schengen/Hoa Kỳ để đến đây

## Miễn thị thực
Những người có hộ chiếu của 84 quốc gia hoặc vùng lãnh thổ sau có thể đến Honduras không có thị thực lên đến 90 ngày:
| - Liên minh châu Âu/EFTA1 - Ả Rập Saudi - Andorra - Antigua và Barbuda - Argentina - Bahamas - Bahrain - Barbados - Belize - Brasil - Brunei - Canada - Chile - Colombia - Costa Rica - Đài Loan | - Ecuador - El Salvador - Guatemala - Hàn Quốc - Hoa Kỳ - Israel - Kuwait - Macedonia - Madagascar - Malaysia - Quần đảo Marshall - México | - Monaco - New Zealand - Nam Phi - Nga - Nhật Bản - Nicaragua - Panama - Paraguay - Peru - Qatar - Saint Kitts và Nevis - Saint Lucia - Saint Vincent và Grenadines - San Marino | - Sao Tome và Principe - Singapore - Quần đảo Solomon - Trinidad và Tobago - Thổ Nhĩ Kỳ - Tuvalu - Ukraina - Úc - Uruguay - Vanuatu - Thành Vatican - Venezuela |

1 - trừ người có hộ chiếu hải ngoại Anh.
Công dân của  Trung Quốc có hộ chiếu dành cho công vụ không cần thị thực.
Miễn thị thực áp dụng cho công dân các quốc gia được miễn thị thực cũng như những người có thị thực còn hiệu lực được cấp bởi Canada, Hoa Kỳ hoặc một thành viên khối Schengen. Điều này không áp dụng với công dân Afghanistan, Algérie, Angola, Armenia, Bangladesh, Botswana, Cộng hòa Congo, Cộng hòa Dân chủ Congo, Cuba, Eritrea, Ethiopia, Ghana, Iran, Iraq, Jordan, Kenya, Lào, Liban, Liberia, Libya, Mali, Mông Cổ, Mozambique, Nepal, Nigeria, CHDCND Triều Tiên, Oman, Pakistan, Sierra Leone, Somalia, Sri Lanka, Sudan, Syria, Đông Timor, Việt Nam và Yemen.
Người sở hữu hộ chiếu ngoại giao hoặc công vụ của Belarus, Bolivia, Trung Quốc, Cuba, Dominica, Cộng hòa Dominica, Ai Cập, Fiji, Grenada, Guyana, Haiti, Ấn Độ, Jamaica, Kenya, Libya, Montenegro, Maroc, Pakistan, Papua New Guinea, Peru, Philippines, Serbia, Suriname, Thái Lan và Các Tiểu vương quốc Ả Rập Thống nhất và người sở hữu hộ chiếu ngoại giao của Palestine không cần thị thực.
Chính phủ Honduras yêu cầu bằng chứng vắc xin sốt vàng nếu du khách đến từ các quốc gia có nguy cơ bị sốt vàng:
Angola,
Benin,
Burkina Faso,
Burundi,
Cameroon, Cộng hòa Trung Phi, Tchad, Cộng hòa Congo, Bờ Biển Ngà, Cộng hòa Dân chủ Congo, Guinea Xích Đạo,
Ethiopia,
Gabon,
Gambia,
Ghana,
Guinea,
Guinea-Bissau,
Kenya,
Liberia,
Mali,	Mauritanie,
Niger,
Nigeria,
Sénégal,
Sierra Leone,
Nam Sudan,
Sudan,
Togo,
Uganda,	
Argentina,
Bolivia,
Brasil,
Colombia,
Ecuador, Guiana thuộc Pháp,
Guyana,
Panama,
Paraguay,
Peru,
Suriname,
Trinidad và Tobago và
Venezuela